# Meloidae
I Meloidi (Meloidae Gyllenhal, 1810) sono una famiglia di coleotteri della superfamiglia Tenebrionoidea (sottordine Polyphaga,
infraordine Cucujiformia).

## Descrizione

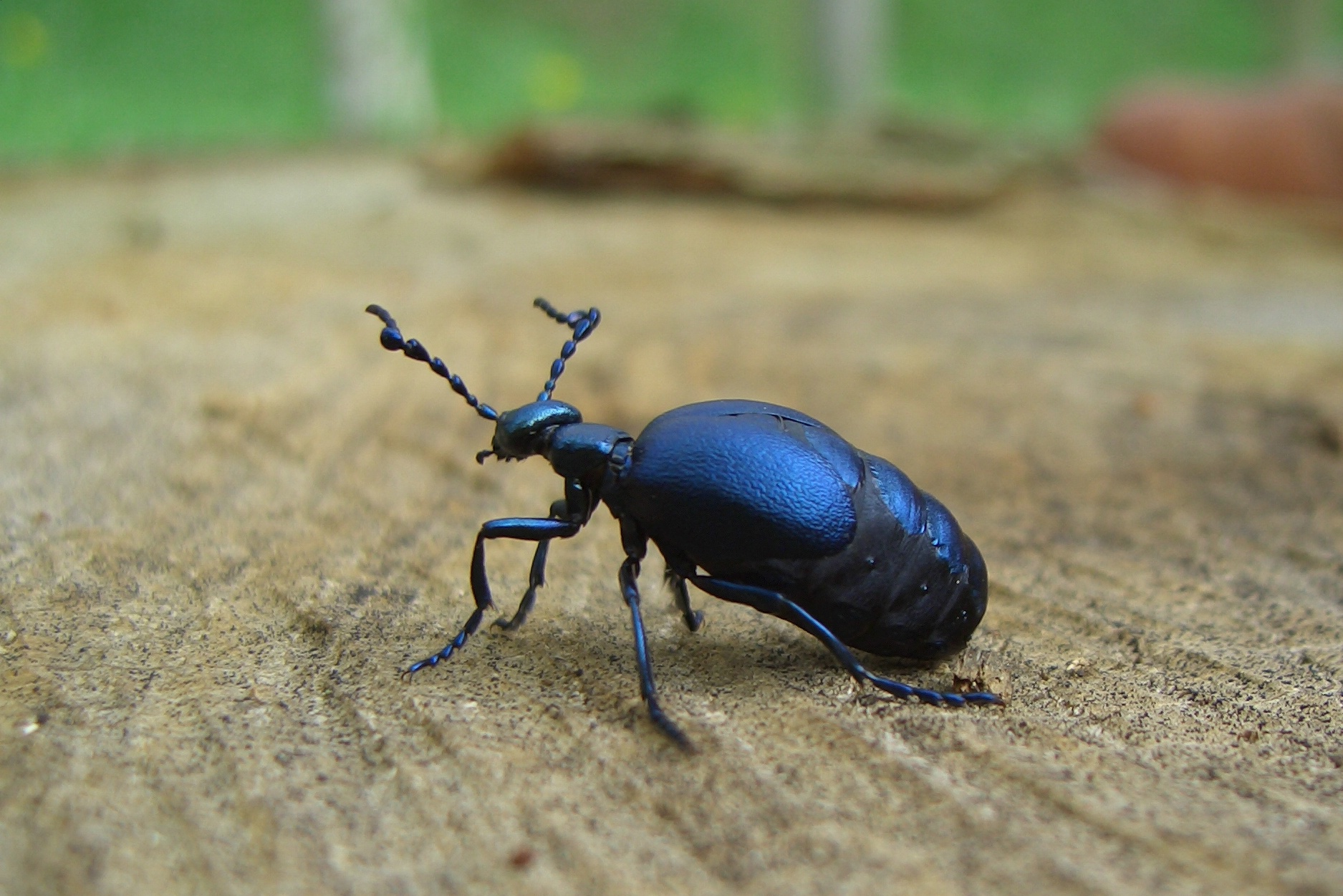
Meloe violaceus

### Adulto
Il loro aspetto varia molto da specie a specie, tuttavia è possibile delineare alcune caratteristiche comuni, come il capo prominente e dalla forma stretta in prossimità delle mandibole. Il capo è collegato al torace da una specie di "collo", che gli conferisce una grande mobilità. Il pronoto, spesso, è più stretto della testa ed fuso con l'addome. Quest'ultimo è ricoperto dalle elitre che possono anche essere molto colorate. In alcune specie incapaci di volare, come Meloe proscarabaeus, queste ricoprono solamente i primi 2 segmenti addominali, lasciando scoperto il resto. Le zampe sono lunghe, ma non adatte alla corsa, quanto piuttosto ad aggrapparsi agli steli delle piante.

### Larva
Come per gli adulti, anche per le larve è difficile fornire una descrizione generalizzata. Tuttavia, le larve dei meloidi presentano una struttura corporea che consente loro di arrampicarsi sulle piante, appena dopo la schiusa. Alcune specie presentano poderose mandibole, mentre altre ne sono quasi totalmente sprovviste.

## Biologia

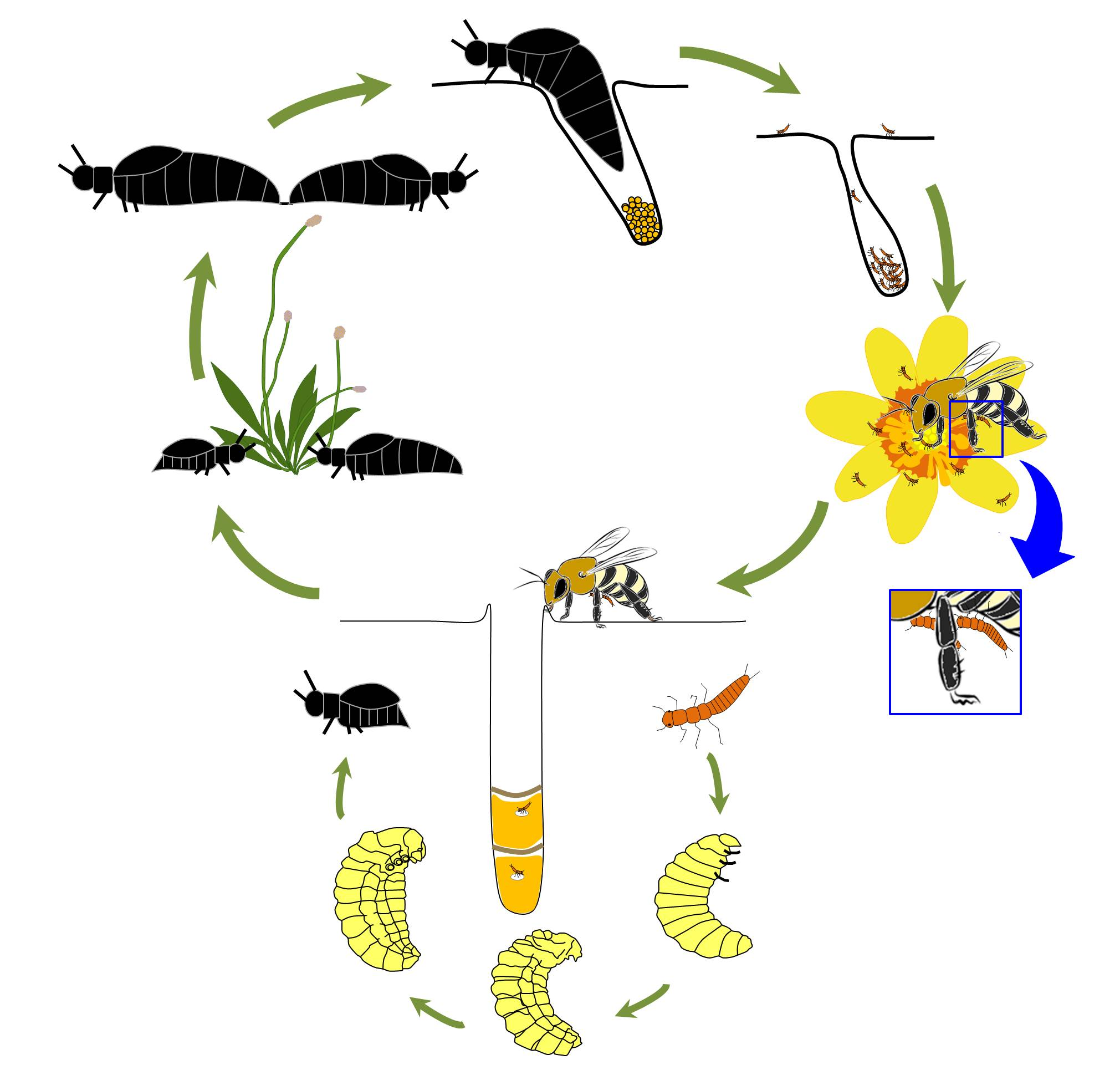

### Alimentazione
I meloidi adulti si nutrono esclusivamente di piante, in particolare dei fiori che crescono su di esse. È possibile, infatti osservare diversi melodi posati su un fiore, o volare (le specie in grado di farlo) da un fiore all'altro. Le larve, invece, sono parassite di altri insetti, in particolare delle api. Quando le uova si schiudono, le larve si arrampicano sugli steli delle piante per raggiungere il fiore; quando un'ape vi si posa, queste vi salgono sopra e vi rimangono fino a che l'ape non raggiunge l'alveare. Una volta arrivate, si nutrono delle sostanze portate dalle altre api.

### Difese
I meloidi adulti possono essere vivacemente colorati e questo delinea le loro abitudini diurne. Questi colori servono per avvisare i predatori della loro principale strategia difensiva: la capacità di secernere sostanze chimiche dalle articolazioni. Queste sostanze possono essere irritanti per la pelle e costituiscono una grande difesa dai predatori.

## Distribuzione e habitat
La famiglia ha una distribuzione cosmopolita.
Questi coleotteri preferiscono habitat temperati, dove non vi siano boschi o vegetazione fitta. Preferiscono in particolare zone erbose o praterie.

## Tassonomia
Famiglia Meloidae Gyllenhal, 1810
- Sottofamiglia Eleticinae Wellman, 1910
  - Tribù Derideini Wellman, 1910
    - Genere Anthicoxenus
    - Genere Deridea
    - Genere Iselma
    - Genere Iselmeletica

  - Tribù Eleticini Wellman, 1910

  - Tribù Ertlianini Selander, 1966

  - Tribù Spasticini Kaszab, 1959

- Sottofamiglia Meloinae Gyllenhal, 1810
  - Tribù Cerocomini Leach, 1815
    - Genere Anisarthrocera
    - Genere Cerocoma
    - Genere Diaphorocera
    - Genere Rhampholyssa
    - Genere Rhampholyssodes
    - Genere Somalarthrocera

  - Tribù Epicautini Parker and Böving, 1924
    - Genere Denierella
    - Genere Epicauta
    - Genere Linsleya
    - Genere Psalydolytta

  - Tribù Eupomphini LeConte, 1862
    - Genere Cordylospasta
    - Genere Cysteodemus
    - Genere Eupompha
    - Genere Megetra
    - Genere Phodaga
    - Genere Pleropasta
    - Genere Tegrodera

  - Tribù Lyttini Solier, 1851
    - Genere Acrolytta
    - Genere Afrolytta
    - Genere Alosimus
    - Genere Berberomeloe
    - Genere Cabalia
    - Genere Desertilydus
    - Genere Dictyolytta
    - Genere Dilatilydus
    - Genere Eolydus
    - Genere Epispasta
    - Genere Lagorina
    - Genere Lydomorphus
    - Genere Lydulus
    - Genere Lydus
    - Genere Lytta
    - Genere Lyttolydulus
    - Genere Lyttonyx
    - Genere Megalytta
    - Genere Muzimes
    - Genere Oenas
    - Genere Parameloe
    - Genere Paroenas
    - Genere Physomeloe
    - Genere Prionotolytta
    - Genere Prolytta
    - Genere Pseudosybaris
    - Genere Sybaris
    - Genere Teratolytta
    - Genere Tetraolytta
    - Genere Trichomeloe

  - Tribù Meloini Gyllenhal, 1810
    - Genere Cyaneolytta
    - Genere Lyttomeloe
    - Genere Meloe
    - Genere Oreomeloe
    - Genere Spastomeloe
    - Genere Spastonyx

  - Tribù Mylabrini Rafinesque, 1815
    - Genere Actenodia
    - Genere Ceroctis
    - Genere Croscherichia
    - Genere Hycleus
    - Genere Lydoceras
    - Genere Mimesthes
    - Genere Mylabris
    - Genere Namylabris
    - Genere Paractenodia
    - Genere Paramimesthes
    - Genere Pseudabris
    - Genere Semenovilia
    - Genere Xanthabris

  - Tribù Pyrotini MacSwain, 1956
    - Genere Bokermannia
    - Genere Brasiliota
    - Genere Denierota
    - Genere Glaphyrolytta
    - Genere Lyttamorpha
    - Genere Picnoseus
    - Genere Pseudopyrota
    - Genere Pyrota
    - Genere Wagneronota

- Sottofamiglia Tetraonycinae Böving and Craighead, 1931
  - Genere Meloetyphlus
  - Genere Opiomeloe
  - Genere Tetraonyx

- Sottofamiglia Nemognathinae Laporte, 1840
  - Tribù Horiini Latreille, 1802
    - Genere Cissites
    - Genere Horia
    - Genere Synhoria

  - Tribù Nemognathini Laporte, 1840

  - Tribù Stenoderini Selander, 1991